# Eurobasket.com
Eurobasket.com et les sites déclinés localement (africabasket.com, asia-basket.com, australiabasket.com, latinbasket.com et usbasket.com) sont un groupement mondial de sites sur le basket-ball couvrant 466 ligues en 193 pays. Il est exclusivement traité en langue anglaise.
Le terme Eurobasket est l'autre nom du Championnat d'Europe de basket-ball.

## Historique
Le site a été créé en mars 1997 et, grâce à des rédacteurs bénévoles recrutés dans le monde entier, réussit au fil des ans à couvrir une grande majorité des ligues (et championnats) professionnels  et semi-professionnels de chaque pays.
Depuis sa création il a conquis énormément de part de marché puisque les sites génèrent un trafic plus important[réf. nécessaire] que le portail de la National Basketball Association (NBA.com).

## Les déclinaisons
Africabasket.com
Gère les pays de l'Afrique.
Asiabasket.com
Pour tout ce qui est des pays asiatiques et du Moyen-Orient.
Australiabasket.com
Contrairement à ce que son nom indique, ce site couvre l'intégralité du continent océanien, incluant même les territoires dépendants d'autres pays que ceux du continent (les départements et territoires d'outre-mer pour la France par exemple).
Eurobasket.com
Couvre l'ensemble des pays européens, avec les sélections nationales. L'Europe couverte est considérée au sens géographique large donc incluant la Turquie, l'Azerbaïdjan, l'Arménie... 
Latinbasket.com
Sert de portail pour toute l'Amérique Latine et les Caraïbes.
USbasket.com
Canada et États-Unis, avec une grande majorité pour les États-Unis puisque les ligues mineures et les ligues universitaires sont couvertes par ce portail.

## La presse
L'ensemble des sites est souvent une source d'informations pour les médias spécialisés, qui ont su répondre par des articles dédiés. On retrouve ainsi des articles sur : Editor’s Choice, Wall Street Journal, Maxi-Basket, Corriere dello Sport...

## Sources, notes et références
1. ↑  (en) Mentions légales